# 栄光への道
『栄光への道』（The Road to Glory）は、ハワード・ホークス監督による1926年のアメリカ合衆国のサイレント映画である。フィルムが失われている。

## キャスト
- メイ・マカヴォイ
- レスリー・フェントン（英語版）
- フォード・スターリング
- ロックリーフ・フェローズ（英語版）
- ミラ・ダヴェンポート（英語版）
- ジョン・マクスウィーニー
- キャロル・ロンバード

## ビブリオグラフィ
- Wes D. Gehring. Carole Lombard, the Hoosier Tornado. Indiana Historical Society Press, 2003.